# エレーナ・スレサレンコ
エレーナ・スレサレンコ（ロシア語: Елена Владимировна Слесаренко, 英語: Yelena Vladimirovna Slesarenko, 1982年2月28日 - ）は、ロシアの陸上競技選手である。彼女は、2004年アテネオリンピックの女子走高跳の金メダリストである。
2004年までの彼女のベスト記録は、2002年に記録した1m97であったが、2004年の世界室内陸上選手権を2m04の記録で制すると、屋外でも、SPARヨーロッパカップで同じく2m04で優勝した。そのままの調子でアテネオリンピックでは、2m06のオリンピック新記録で金メダルを獲得した。この記録はタマラ・ブイコワの持っていたロシア記録を22年ぶりに更新する素晴らしいものであった。
2005年シーズンは、けがで戦列を離れるも、2006年になり世界室内陸上選手権を2m02で制し、復帰した。

## 自己記録
- 走高跳（屋外） 2m06 （2004年8月28日）
- 走高跳（室内） 2m04 （2004年3月7日）
  - 屋外の記録「2m06」は世界歴代5位タイで、現在のオリンピック記録である。

## 業績
| 年   | 大会                               | 場所                     | 結果 | 記録 |
| ---- | ---------------------------------- | ------------------------ | ---- | ---- |
| 2003 | ユニバーシアード                   | 大邱（大韓民国）         | 3位  | 1m94 |
| 2004 | 世界室内陸上選手権                 | ブダペスト（ハンガリー） | 1位  | 2m04 |
| 2004 | オリンピック                       | アテネ（ギリシャ）       | 1位  | 2m06 |
| 2004 | IAAFワールドアスレチックファイナル | モンテカルロ（モナコ）   | 1位  | 2m01 |
| 2006 | 世界室内陸上選手権                 | モスクワ（ロシア）       | 1位  | 2m02 |
| 2006 | IAAF陸上ワールドカップ             | アテネ（ギリシャ）       | 1位  | 1m97 |
| 2008 | 世界室内陸上選手権                 | バレンシア（スペイン）   | 2位  | 2m01 |
| 2008 | オリンピック                       | 北京（中国）             | 4位  | 2m01 |